# 387
Римська імперія розділена на частини, де правлять Феодосій I, Валентиніан II та Магн Максим. У Китаї правління династії Цзінь. В Індії правління імперії Гуптів. У Японії триває період Ямато. У Персії править династія Сассанідів.
На території лісостепової України Черняхівська культура. У Північному Причорномор'ї готи й сармати. Історики VI століття згадують плем'я антів, що мешкало на території сучасної України приблизно з IV сторіччя. З'явилися гуни, підкорили остготів та аланів й приєднали їх до себе.

## Події
В Антіохії відбулося селянське повстання, пов'язане зі збільшенням податків. Магн Максим вторгається в Італію й змушує Валентиніана II з матір'ю втікати в Фракію. Їх взяв під опіку Феодосій I, одружившись із сестрою Валентиніана Флавією Галлою.

## Померли
- Елія Флацилла, дружина Феодосія I. (приблизна дата)
- Алатей, вождь гревтунгів.